# The More Excellent Way
The More Excellent Way è un film muto del 1917 diretto da Perry N. Vekroff. La sceneggiatura si basa sul romanzo The More Excellent Way di Cyrus Townsend Brady, pubblicato a New York nel 1916.

## Trama
Benché sia affascinata da Robert Neyland, una tipica canaglia che piace alle donne, Chrissey Desselden sposa John Warburton, il suo tutore. Dopo le nozze, però, chiede al marito di non consumare il matrimonio finché lei non sarà sicura del suo amore. Dopo essersi interrogata su sé stessa, Chrissey decide di essere innamorata di Neyland; si reca, perciò, a Reno per poter divorziare. Ma Neyland non è soddisfatto: non gli basta l'amore di Chrissey, vuole anche la rovina finanziaria di Warburton. Per ottenere il suo scopo, chiede in prestito del denaro a Chrissey che, ignara, glielo dà. Quando però la giovane scopre cosa ne voglia fare Neyland, rendendosi conto della sua vera natura, ritorna dal marito, lasciando l'uomo che credeva di amare solo nella sua abiezione.

## Produzione
Il film fu prodotto dalla Vitagraph Company of America.

## Distribuzione
Distribuito dalla Greater Vitagraph (V-L-S-E), il film uscì nelle sale cinematografiche statunitensi il 26 marzo 1917. Ne venne fatta una riedizione che fu distribuita sul mercato americano dalla Vitagraph Company of America nel 1920.